# La Jubaudière
La Jubaudière ([la ʒyboˈdjɛʁ] ) ist ein Ort und ehemalige französische Gemeinde mit 1246 Einwohnern (Stand: 1. Januar 2022) im Département Maine-et-Loire in der Region Pays de la Loire. Sie gehörte zum Arrondissement Cholet. Die Einwohner werden Jubaudois und Jubaudoises genannt.
Der Erlass des Präfekten vom 24. September 2015 legte mit Wirkung zum 15. Dezember 2015 die Eingliederung von La Jubaudière als Commune déléguée zusammen mit den früheren Gemeinden Andrezé, Beaupréau, Gesté, Jallais, La Chapelle-du-Genêt, Le Pin-en-Mauges, La Poitevinière, Saint-Philbert-en-Mauges und Villedieu-la-Blouère zur Commune nouvelle Beaupréau-en-Mauges fest.

## Geografie

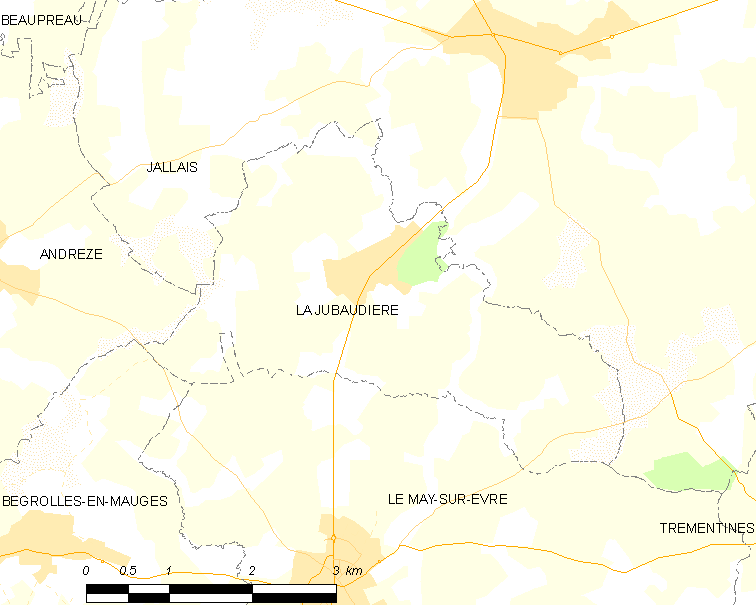
Karte von La Jubaudière

La Jubaudière liegt etwa 42 Kilometer südwestlich von Angers, etwa 13 Kilometer nordwestlich von Cholet und etwa 51 Kilometer ostsüdöstlich von Nantes in der Région naturelle der Mauges, Teil der historischen Provinz des Anjou.
Das Ortsgebiet liegt im Einzugsgebiet der Loire und wird entwässert von der Èvre, vom Ruisseau du Pont des Landes, vom Ruisseau de la Fontaine Montauban, der es im Süden begrenzt sowie von kleineren Fließgewässern. Es erstreckt sich auf einer Hochebene, die im Norden von der Loire begrenzt wird. Das Bodenrelief ist sanft gewellt mit Höhen bis über 100 m und wird durch die Flusstäler markant eingeschnitten. Das Ortszentrum liegt auf etwa 104 m. Die höchste Erhebung wird mit 118 m im äußersten Südwesten gemessen, der tiefste Punkt mit 65 m Höhe im Norden beim Austritt der Èvre aus dem Ortsgebiet.
Umgeben wird La Jubaudière von zwei Nachbargemeinden und zwei Communes déléguées von Beaupréau-en-Mauges:
|                               |                                             | Jallais (Beaupréau-en-Mauges) |
| Andrezé (Beaupréau-en-Mauges) | Kompassrose, die auf Nachbargemeinden zeigt |                               |
| Bégrolles-en-Mauges           | Le May-sur-Èvre                             |                               |

## Geschichte
Frühe Formen des Ortsnamens waren:
Ingelbauderia, Engelbauderia (1104) und Enjobauderia (1167).
Mehrere Steinbeile wurden auf dem Ortsgebiet gefunden. In der gallorömischen Zeit durchquerte die kleine Römerstraße von Chemillé nach Le May-sur-Évre südlich der Weiler La Giraudière und La Baubière. Sie traf auf die große Römerstraße nach Nantes.
Eine Pfarrkirche existierte bereits im 10. Jahrhundert. Reynaud, Bischof von Angers, stiftete die Hälfte an das Domkapitel der Kathedrale von Angers. Im folgenden Jahrhundert gehörte die Kirche einem Laien namens Giraud, der sie gegen 1104 an die Abtei Roncevay in Angers mit Viguerie im Ortszentrum gab.
Die Pfarrgemeinde gehörte zum Bistum Angers, zum Archidiakonat Outre-Loire und zum Dekanat der Mauges. Sie gehörte zur Sénéchaussée, dem Einzugsgebiet der Aides und Élection von Angers sowie zum Einzugsgebiet der Gabelle von Cholet.

## Bevölkerungsentwicklung

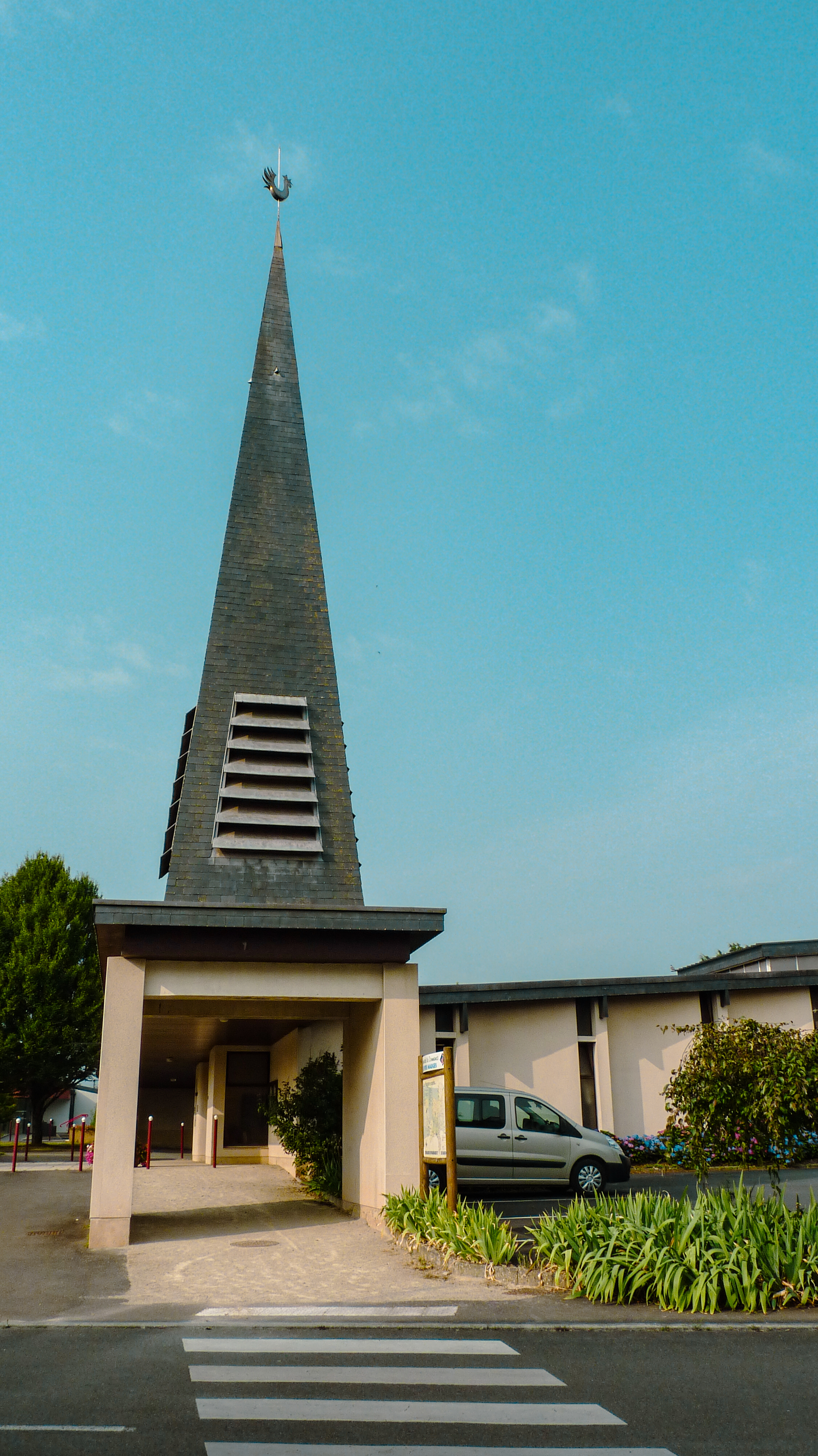
Pfarrkirche Saint-Martin

| La Jubaudière: Einwohnerzahlen von 1800 bis 2020                                                                           | La Jubaudière: Einwohnerzahlen von 1800 bis 2020 | La Jubaudière: Einwohnerzahlen von 1800 bis 2020 | La Jubaudière: Einwohnerzahlen von 1800 bis 2020 | La Jubaudière: Einwohnerzahlen von 1800 bis 2020 |
| --- | ------------------------------------------------ | ------------------------------------------------ | ------------------------------------------------ | ------------------------------------------------ |
| Jahr |                                                  |                                                  |                                                  | Einwohner                                        |
| 1800 | 1800                                             |                                                  | 457                                              | 457                                              |
| 1806 | 1806                                             |                                                  | 542                                              | 542                                              |
| 1821 | 1821                                             |                                                  | 592                                              | 592                                              |
| 1831 | 1831                                             |                                                  | 563                                              | 563                                              |
| 1836 | 1836                                             |                                                  | 622                                              | 622                                              |
| 1841 | 1841                                             |                                                  | 613                                              | 613                                              |
| 1846 | 1846                                             |                                                  | 699                                              | 699                                              |
| 1851 | 1851                                             |                                                  | 733                                              | 733                                              |
| 1856 | 1856                                             |                                                  | 737                                              | 737                                              |
| 1861 | 1861                                             |                                                  | 757                                              | 757                                              |
| 1866 | 1866                                             |                                                  | 782                                              | 782                                              |
| 1872 | 1872                                             |                                                  | 724                                              | 724                                              |
| 1876 | 1876                                             |                                                  | 731                                              | 731                                              |
| 1881 | 1881                                             |                                                  | 676                                              | 676                                              |
| 1886 | 1886                                             |                                                  | 680                                              | 680                                              |
| 1891 | 1891                                             |                                                  | 684                                              | 684                                              |
| 1896 | 1896                                             |                                                  | 648                                              | 648                                              |
| 1901 | 1901                                             |                                                  | 584                                              | 584                                              |
| 1906 | 1906                                             |                                                  | 553                                              | 553                                              |
| 1911 | 1911                                             |                                                  | 499                                              | 499                                              |
| 1921 | 1921                                             |                                                  | 450                                              | 450                                              |
| 1926 | 1926                                             |                                                  | 427                                              | 427                                              |
| 1931 | 1931                                             |                                                  | 441                                              | 441                                              |
| 1936 | 1936                                             |                                                  | 426                                              | 426                                              |
| 1946 | 1946                                             |                                                  | 485                                              | 485                                              |
| 1954 | 1954                                             |                                                  | 568                                              | 568                                              |
| 1962 | 1962                                             |                                                  | 723                                              | 723                                              |
| 1968 | 1968                                             |                                                  | 773                                              | 773                                              |
| 1975 | 1975                                             |                                                  | 842                                              | 842                                              |
| 1982 | 1982                                             |                                                  | 1.033                                            | 1.033                                            |
| 1990 | 1990                                             |                                                  | 1.116                                            | 1.116                                            |
| 1999 | 1999                                             |                                                  | 1.132                                            | 1.132                                            |
| 2006 | 2006                                             |                                                  | 1.168                                            | 1.168                                            |
| 2013 | 2013                                             |                                                  | 1.225                                            | 1.225                                            |
| 2020 | 2020                                             |                                                  | 1.233                                            | 1.233                                            |
| Quelle(n): EHESS/Cassini bis 1999, INSEE ab 2006 Anmerkung(en): Ab 1962 offizielle Zahlen ohne Einwohner mit Zweitwohnsitz |                                                  |                                                  |                                                  |                                                  |

## Sehenswürdigkeiten
- Pfarrkirche Saint-Martin in der Mitte des 19. Jahrhunderts neu gebaut
- Schloss La Giraudière, errichtet 1493

## Persönlichkeiten
- Noël Tijou (1941–2023), französischer Langstreckenläufer, geboren in La Jubaudière